# Listă de filme de acțiune din 2013
Aceasta este o listă de filme de acțiune din 2013: